# Opovo
Opovo (v srbské cyrilici Опово) je město v jihobanátském okruhu v srbské Vojvodině. Nachází se na minoritním silničním tahu Čenta-Pančevo, v blízkosti řeky Tamiš. V roce 2011 mělo město 4527 obyvatel.
První písemná zmínka o Opovu pochází z roku 1672. Během vlády Osmanské říše, která spravovala Banát až do roku 1699, bylo město součástí pančevské náchie. Po osvobození bylo turecké obyvatelstvo vystěhováno. V polovině 18. století byla původní vesnice Opovo přemístěna blíže k řece Tise a v souvislosti s rozsáhlým procesem urbanizace Jižních Uher získala pravoúhlou síť ulic.